# Inquisició portuguesa

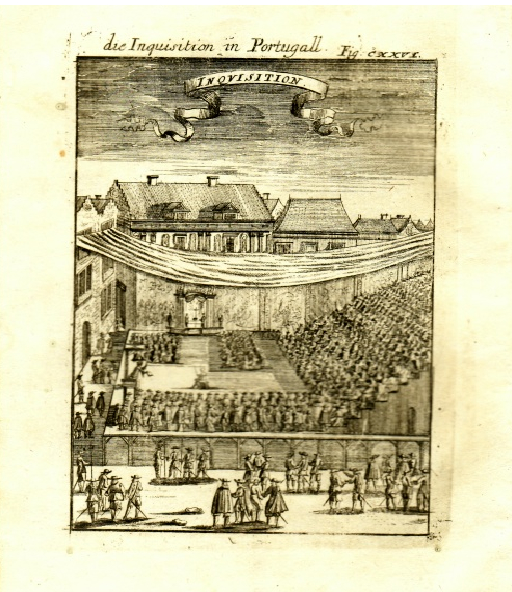
Gravat titulat "Die Inquisition in Portugall", de Jean David Zunner, de l'obra "Description de L'Univers, Contenant les Differents Systemes de Monde, Les Cartes Generales & Particulieres de la Geographie Ancienne & Moderne", d'Alain Manesson Mallet, Frankfurt, 1685, de la col·lecció privada del Dr. Nuno Carvalho de Sousa.

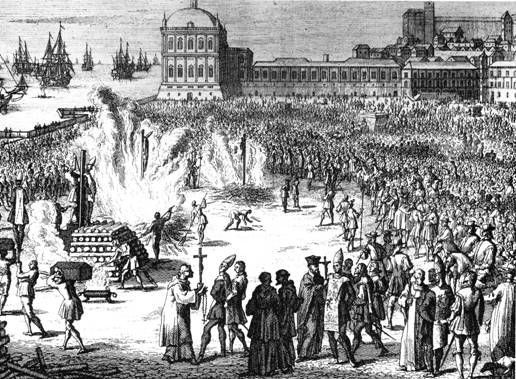
Un auto-da-fé a Lisboa, Terreiro do Paço.

La Inquisició portuguesa, en portuguès Inquisição Portuguesa, va ser un sistema formal de tribunals, denunciants i calabossos, que va actuar a Portugal i les colònies d'ultramar de l'Imperi Portuguès, entre 1536 i 1821, per tal de perseguir els no catòlics, castigar la dissidència religiosa interna i, en general, erradicar les pràctiques i opinions condemnades per l'Església catòlica, mitjançant la coacció i censura. Estenia la seva jurisdicció a totes les colònies de l'Imperi Portuguès d'ultramar.
A Portugal, on s'havien refugiat nombrosos jueus espanyols després de l'expulsió de 1492, el rei Manuel I de Portugal, pressionat pels seus sogres, els Reis Catòlics, va decretar el 1497 l'expulsió dels jueus que no es convertissin al cristianisme. Aquesta amenaça va produir nombroses conversions forçades. Per complir el seu compromís de casament amb Maria d'Aragó i Castella, Manuel I havia sol·licitat a Roma la implantació de la Inquisició. El 17 de desembre de 1532 Climent VII, per la butlla Cum ad nihil magis, la va instituir a Portugal, però les protestes dels nous cristians van fer que el mateix pontífex anul·lés la seva decisió. El 1533 concedí la seva primera butlla de perdó als cristians-nous portuguesos. Joan III, fill de la mateixa Maria d'Aragó, renova la petició i el papa Pau III cedí, en part per la pressió de l'emperador Carles V. El 23 de maig de 1536, per una altra butlla similar, va ser instituïda la Inquisició a Portugal.
La seva primera seu va ser a Évora, on residia també la Cort. Com va passar en els altres regnes ibèrics, la Inquisició es va convertir en un tribunal al servei de la Corona. Des de 1536, tota la població de Portugal va ser convidada a denunciar els casos d'heretgia sobre els quals tingués coneixement. L'any 1539 el cardenal Henrique, germà del rei Joan III de Portugal i després ell mateix rei, va esdevenir inquisidor general del regne.
A l'Arxiu Nacional de Torre do Tombo -Direcció General d'Arxius- s'hi troba documentació abundant: Diogo da Silva, bisbe de Ceuta i primer inquisidor general, nomenà un consell compost de quatre membres. Aquest Conselho,do Santo Ofício de 1536 va ser la prefiguració del Conselho Geral do Santo Ofício, creat pel cardenal Henrique el 1569. Entre les seves competències hi havia la visita als tribunals dels districtes inquisitorials per verificar l'actuació dels inquisidors, promotors i funcionaris subalterns, el compliment de les ordres i la situació de les presons. També els competia jutjar l'apel·lacó de les sentències dictades pels tribunals de districte, la concessió del perdó i la commutació de les penes, la censura dels llibres (per evitar que entressin) la publicació d'índexs expurgatoris i les llicències d'impressió.
La Inquisició portuguesa es va anar extingint al llarg del segle xviii, però només va ser abolida definitivament per les Corts Generals de Portugal l'any 1821. Actualment alguns consideren que l'essència de la Inquisició es troba en la Congregació per a la Doctrina de la Fe.